# Mathieu Kessels
Pour les articles homonymes, voir Kessels.
Matthieu (Mathieu, Matthijs, Matthias) Kessels (Maastricht, le 20 mai 1784 - Rome, le 3 mars 1836) est un sculpteur néerlandais qui travaillait à Saint-Pétersbourg, Paris, Bruxelles et Rome.
Le Musée d'art moderne à Bruxelles (Musées royaux des beaux-arts de Belgique) a 75 sculptures de Matthieu Kessels dans ses collections. Une copie en bronze de la statue Discobole lançant le disque se trouve dans les jardins du Palais des Académies à Bruxelles.
La commune de Schaerbeek a donné son nom à la Rue Kessels. À Maastricht il existe le long de la Meuse le quai Kesselskade.

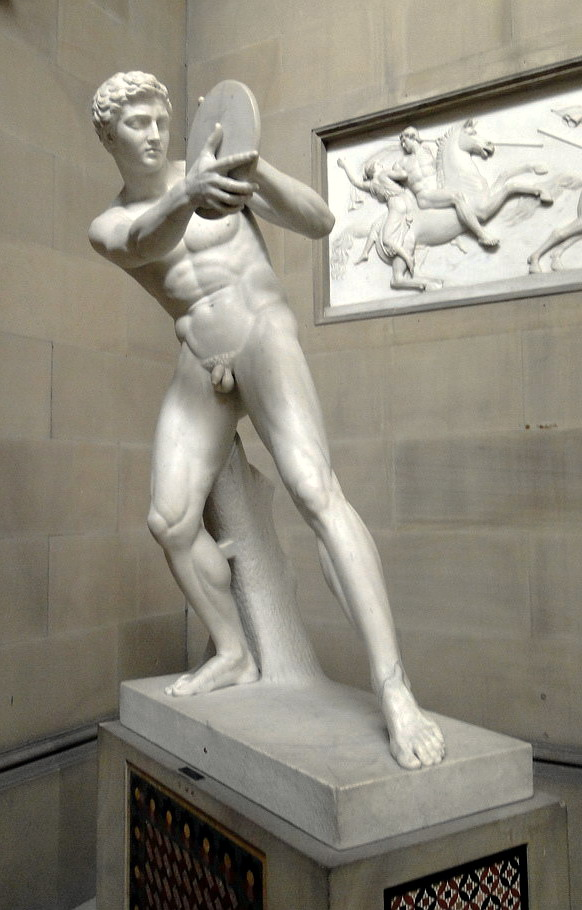
Discobole lançant le disque (Chatsworth House)
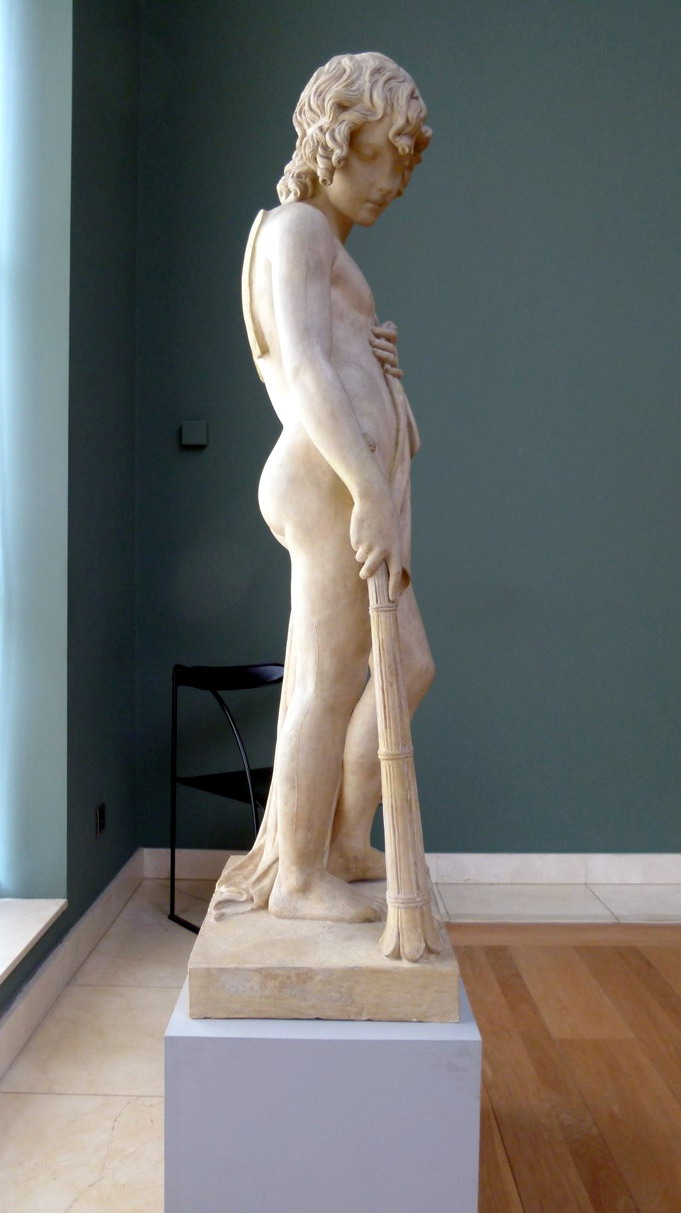
Génie funèbre éteignant un flambeau (Musées royaux des beaux-arts de Belgique)
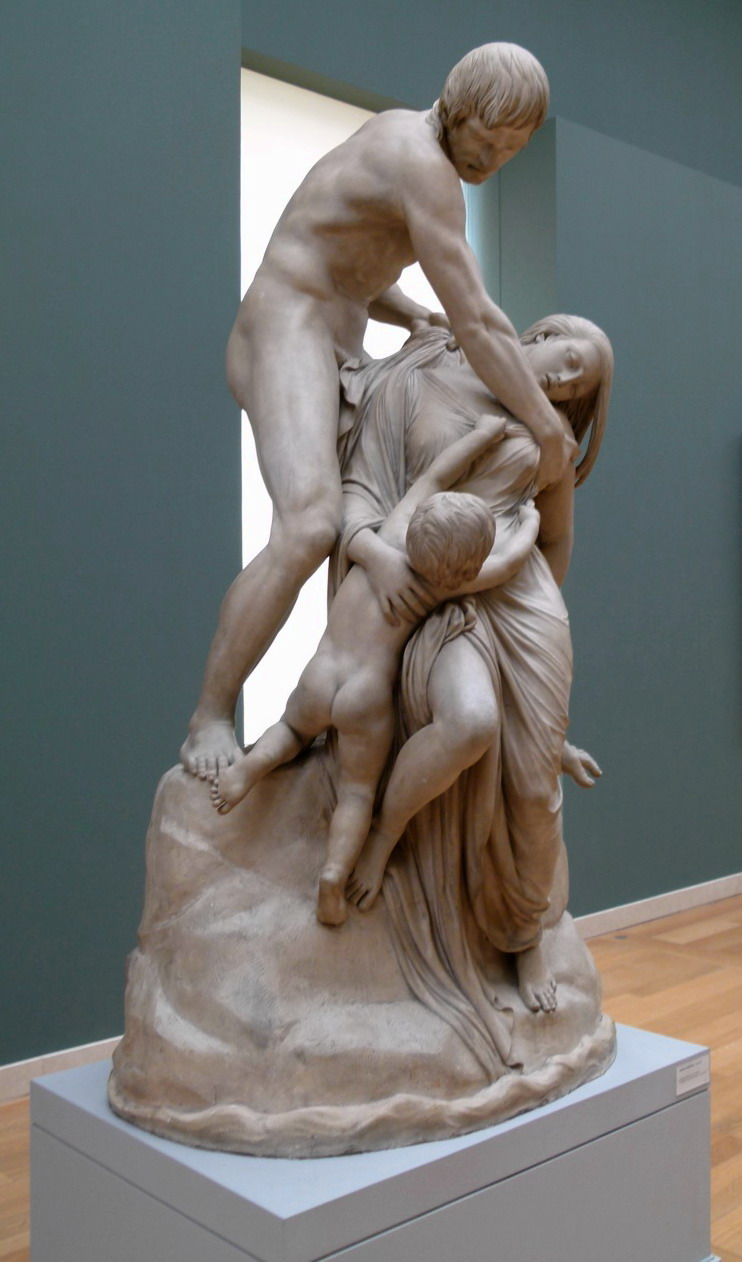
Scène du déluge (Musées royaux des beaux-arts de Belgique)
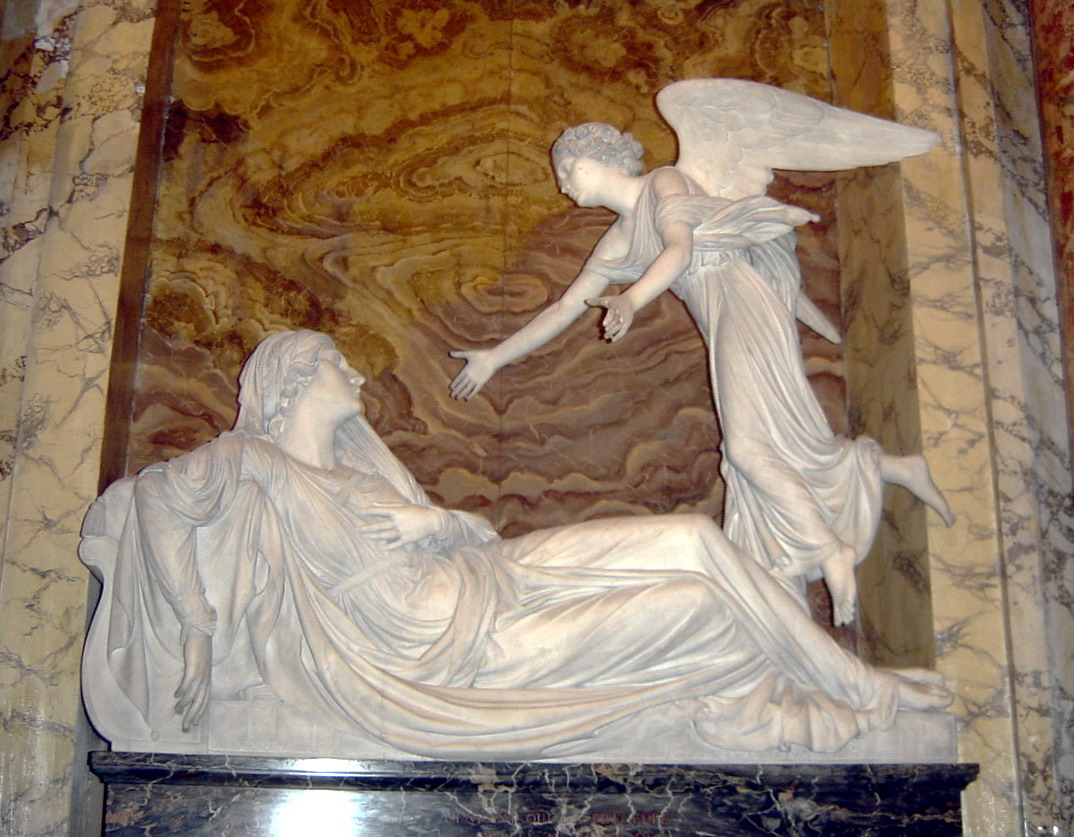
Monument funeraire de la Comtesse de Celles (église San Giuliano dei Fiamminghi, Rome)